# Tudor Gheorghe
Tudor Gheorghe (Podari, 1 de agosto de 1945) é um músico, ator e poeta romeno conhecido principalmente por sua carreira musical engajada politicamente e por suas colaborações com nomes destacados da poesia romena do final do século XX. Seu trabalho discográfico é por vezes associado ao ativismo anticomunista e tem recebido muitos elogios da crítica ao longo dos anos. Filho de um membro da Guarda de Ferro, foi proibido de se apresentar e gravar em 1987, após um concerto na Sala Palatului, em Bucareste, após uma série de desentendimentos com as autoridades comunistas da Romênia ao longo das décadas de 1970 e 1980.

## Biografia
Nascido em Podari, Condado de Dolj, Tudor Gheorghe iniciou seus estudos secundários na Escola Secundária Frații Buzești, em Craiova. Expulso por motivos políticos no 9º ano, mudou-se para a casa de algumas tias em Arad, onde frequentou a Escola Secundária Moise Nicoară. No ano seguinte, retornou a Craiova, onde estudou na Escola Secundária Carol I, onde se formou oportunamente. Em seguida, estudou para ser ator, graduando-se no Instituto I.L. Caragiale de Teatro e Cinema em Bucareste, em 1966. Mais tarde, começou a compor música como forma de expressar seu interesse pela poesia romena. Sua primeira turnê nacional, em 1969, foi aclamada pela crítica e pelo público, e o estabeleceu como uma figura da incipiente cena folk contemporânea na Romênia. Sua carreira musical, que abrange cinquenta anos, desafiou frequentemente as convenções da música pop enquanto explorava várias tradições da música romena, desde a música tradicional e religiosa, os hinos anticomunistas de Jean Moscopol até a música popular da Romênia entre guerras, às vezes abrangendo até mesmo a música infantil ou clássica. Ao longo de sua carreira inicial, ele se apresentou com violão ou alaúde sem músicos de apoio ou vocalistas, mas, a partir do início dos anos 2000, incorporou orquestras, coros e tarafs em suas apresentações. Ele retomou sua carreira musical em 1992, mas, insatisfeito com a maneira como os promotores queriam comercializar sua música, fez outra pausa de seis anos nas apresentações ao vivo. Ele está em turnê constantemente desde 1998 e gravou a maioria de seus shows, lançando-os como álbuns e geralmente evitando o trabalho de estúdio.
Ao longo de sua carreira, foi elogiado como intérprete e compositor por diversas figuras literárias romenas. O poeta e dramaturgo Marin Sorescu abordou sua relação pessoal com Gheorghe em 1988, dizendo: "Toda vez que ouço sua música [...] Tudor Gheorghe reforça meu palpite de que a poesia romena [...] pode mover montanhas", enquanto Adrian Păunescu o descreveu como "um grande poeta que negligencia seu talento". Em um artigo publicado na revista Flacăra em 1973, Dorin Tudoran relatou as precárias condições de vida de Gheorghe na época, caracterizando-o como "um grande artista, que provou abundantemente estar perfeitamente ciente de suas obrigações".
A Universidade de Craiova e a Universidade Constantin Brâncuși de Târgu Jiu concederam-lhe o título de doutor honoris causa pelas suas contribuições à música e cultura romenas e tanto a Romênia como a República da Moldávia condecoraram-no com a Ordem da Estrela da Romênia e a Ordem da República, respetivamente. Numa sondagem de 2006 conduzida pela Televiziunea Română para identificar os "100 maiores romenos de todos os tempos", ele ficou em 76º lugar.

## Discografia

### Álbuns de estúdio
- 1973: Viața Lumii
- 1975: Cîntece. De Dragoste, de Țară
- 1976: Veniți, Privighetoarea Cîntă
- 1978: Tudor Gheorghe
- 1989: Primăvara
- 2001: Primăvara Simfonic
- 2001: Toamna Simfonic
- 2002: Petrecerea cu Taraf
- 2002: Pe-un Franc Poet
- 2003: Iarna Simfonic
- 2004: Diligența cu Păpuși
- 2006: Trimite Vorbă - Petrecerea cu Taraf 2

### Álbuns ao vivo
- 1998: Reîntoarcerea
- 2000: Mie-mi Pasă!
- 2005: Răsuri și Trandafiri
- 2006: Cu Iisus în Celulă
- 2006: În Căutarea Dorului Pierdut
- 2006: Vara Simfonic
- 2007: Calvarul Unei Inime Pribegi
- 2007: Cand Dumnezeu Era Mai Jos - Petrecerea cu Taraf 3
- 2007: Parfumele Nebunelor Dorinți
- 2013: Degeaba
- 2013: Mahalaua Mon Amour
- 2013: La Margine de Imperii
- 2013: Chemarea Păsarii de Acasă